# Sed (stream editor)
sed står för Stream EDitor och är ett Unixprogram som började utvecklas i början av 1970-talet av Lee E. McMahon.
"sed" används för att förändra text, men istället för att göra det genom att flytta markören till önskad position och göra förändringen så använder man skript med "sed" för att lösa detta.
Här är ett exempel på ett enkelt sedskript som ersätter alla ord som innehåller ordet banan med ordet apelsin i filen "textfil" och skickar därefter resultatet till filen "nytextfil". Väljer man att inte skicka resultatet någonstans så skickas resultatet till STDOUT, vilket i normala fall betyder skärmen.
```
sed 's/banan/apelsin/g' textfil > nytextfil
```